# Thập niên 1700
Thập niên 1700 là thập niên diễn ra từ năm 1700 đến 1709.